# نهائي كأس إسكتلندا 1875
نهائي كأس اسكتلندا 1875 هي المباراة النهائية من منافسة كأس المملكة المتحدة 1874–75، أقيمت المباراة في 10 أبريل 1875، في هامبدن بارك (1873–1883)، بين فريقي نادي كوينز بارك، وRenton F.C. ‏، وفاز فيها نادي كوينز بارك، بعد أن هزم Renton F.C. ‏، بنتيجة 3 - 0.

## تفاصيل المباراة
لعبت المباراة النهائية في 10 أبريل 1875.
| نادي كوينز بارك | 3 -0 | Renton F.C. ‏ |
| --------------- | ---- | ------------ |
|                 |      |              |